# أولاد سي علال أولاد سي غانم (الخناسنة)
أولاد سي علال أولاد سي غانم هو دُوَّار يقع بجماعة دار الشافعي، إقليم سطات، جهة الدار البيضاء سطات في المملكة المغربية. ينتمي الدوّار لمشيخة الخناسنة التي تضم 9 دواوير. يقدر عدد سكانه بـ 332 نسمة حسب الإحصاء الرسمي للسكان والسكنى لسنة 2004.

## روابط خارجية
- البوابة الوطنية للجماعات الترابية
- المندوبية السامية للتخطيط